# فلسفة الشرق الأوسط
تشمل فلسفة الشرق الأوسط الفلسفات المختلفة لمناطق الشرق الأوسط، بما في ذلك الهلال الخصيب وإيران. تشمل التقاليد الفلسفة المصرية القديمة والفلسفة البابلية والفلسفة اليهودية والفلسفة الإيرانية/ الفارسية والفلسفة الإسلامية.